# Paraleptynia bosqi
Paraleptynia bosqi is een wandelende tak uit de familie Heteronemiidae. De wetenschappelijke naam van deze soort is voor het eerst voorgesteld als Phthoa bosqi door Salvador de Toledo Piza Júnior in een publicatie uit 1938.
De soort komt voor in Noordoost-Argentinië.